# Попович, Йован (писатель)
Йован Попович (серб. Јован Поповић; 18 ноября 1905, Кикинда, Воеводина, Австро-Венгрия — 13 февраля 1952, Белград) — югославский и сербский писатель, поэт и публицист, редактор. Член-корреспондент Сербской академии наук и искусств с 1950 года.
Один из зачинателей в конце 1920-х годов революционного направления в сербской литературе, известного под названием «социальная литература».

## Биография
Родился в семье аптекаря. С 1923 обучался на философском факультете Белградского университета. Одновременно изучал литературу и сотрудничал с журналами. После окончания учёбы работал в аптеке своего отца.
Участник рабочего движения. Преследовался властями, так за сборник стихов «Танец пустоты» в 1926 году и «Книга вторая» в 1929 году был арестован и обвинён в нарушении Закона о защите национальной безопасности и общественного порядка Югославии.
В 1930 году выпущен на свободу и переехал в Белград, где стал работать в газете «Nolita». С 1936 по 1940 — член редакционного совета «Нашей реальности», в которой публиковал свои стихи и рассказы о работе с молодежью в Воеводине.
С апреля 1941 года — участник народно-освободительной борьбы с фашистами. Партизан Посавинского отряда, редактор журнала «Posavski partizan», в годы войны написал книгу «Настоящая легенда» («Istinite legende»), опубликованную в 1944 в газете «Свободная Воеводина».
Член Антифашистского веча народного освобождения Югославии (с 1942).
С 1945 по 1952 сотрудничал с журналами и литературной газетой «Наша литература», был главным редактором этой газеты, литературный редактор газеты «Књижевних новина».
Директор Национального драматического театра.

## Творчество
Дебютировал в 1925 году с книгой стихов «Паломник вечности». В середине 1920-х годов входил в литературное общество белградских неоромантиков.
Ранние сборники стихов — «Паломник вечности» (1925), «Пляска над пропастью» (1926) — написаны под воздействием экспрессионизма.
В сборниках рассказов «Должен быть порядок» (1932), «Лица прохожих» (1933), «Правдивые легенды» (1944) создал галерею образов разных слоев буржуазной Югославии и борцов народно-освободительного движения.

## Избранные произведения
- Knjiga drugova (1928)
- Reda mora da bude (1932)
- Lica u prolazu (1941)
- Istinite legende (1944)